# So Cool (canção)
"So Cool" é um single do girl group sul-coreano Sistar. Foi lançado em 9 de agosto de 2011 através da Starship Entertainment.

## Lançamento
Para "So Cool", Sistar fez um conceito glamouroso, com mini-vestidos de lantejoulas e saltos altos brilhantes, enfatizando a imagem de meninas prontas para se divertir; a integrante Soyu, em particular, chamou a atenção com sua figura mais elegante, resultado de uma perda de peso de 8 kg.
Sistar lançou o teaser para seu single "So Cool" em 4 de agosto de 2011. O single foi lançado digitalmente em sites musicais em 9 de agosto de 2011. O vídeo musical oficial foi revelado no mesmo dia. DJ DOC participou do videoclipe.
Em 18 de agosto de 2011, Sistar lançou o vídeo de ensaio de sua canção, "So Cool".
Produzida por Brave Brothers, a canção é classificada como 'dance-pop' com suas batidas fortes e refrões viciantes.
Em 21 de dezembro de 2011, informou os 10 vídeos musicais mais assistidos na Coreia em 2011, sendo que "So Cool" ficou na 9ª posição.

## Promoções
Sistar fizeram sua volta aos palcos no M! Countdown em 11 de agosto de 2011. O grupo também apresentou "So Cool" em diversos programas musicais, como Music Bank, Show! Music Core e Inkigayo nos meses de agosto e setembro de 2011.
Em 11 de setembro de 2011, Sistar ganhou seu primeiro prêmio em programas musicais no Inkigayo com "So Cool".

## Controvérsia
Em 10 de agosto, a Starship Entertainment revelou uma mudança na tail dance ('dança da cauda') na coreografia de "So Cool", para evitar controvérsias de ser 'sexualmente sugestiva'. Os representantes revelaram: "Em um esforço para evitar as controvérsias surgidas na indústria, decidimos mudar um dos principais aspectos da coreografia de "So Cool", do SISTAR: sua 'dança da cauda'."

## Lista de faixas
| Lista de faixas |                          |                |         |  |
| N.º             | Título                   | Letras         | Duração |  |
| 1.              | "So Cool"                | Brave Brothers | 3:21    |  |
| 2.              | "So Cool" (instrumental) | Brave Brothers | 3:21    |  |
| Duração total:  | Duração total:           | Duração total: | 6:42    |  |

## Desempenho nas paradas
| Parada                 | Melhor posição |
| ---------------------- | -------------- |
| Gaon Singles           | 1              |
| Gaon Local Singles     | 1              |
| Gaon Streaming Singles | 1              |
| Gaon Download Singles  | 1              |
| Gaon BGM               | 3              |
| Gaon Mobile Ringtone   | 1              |
| Gaon Karaoke           | 4              |

## Créditos
- Hyorin - vocais
- Soyou - vocais
- Dasom - vocais
- Bora - vocais, rap
- Brave Brothers - produção, composição, arranjo, música